# Svatyně Atago (Tokio)

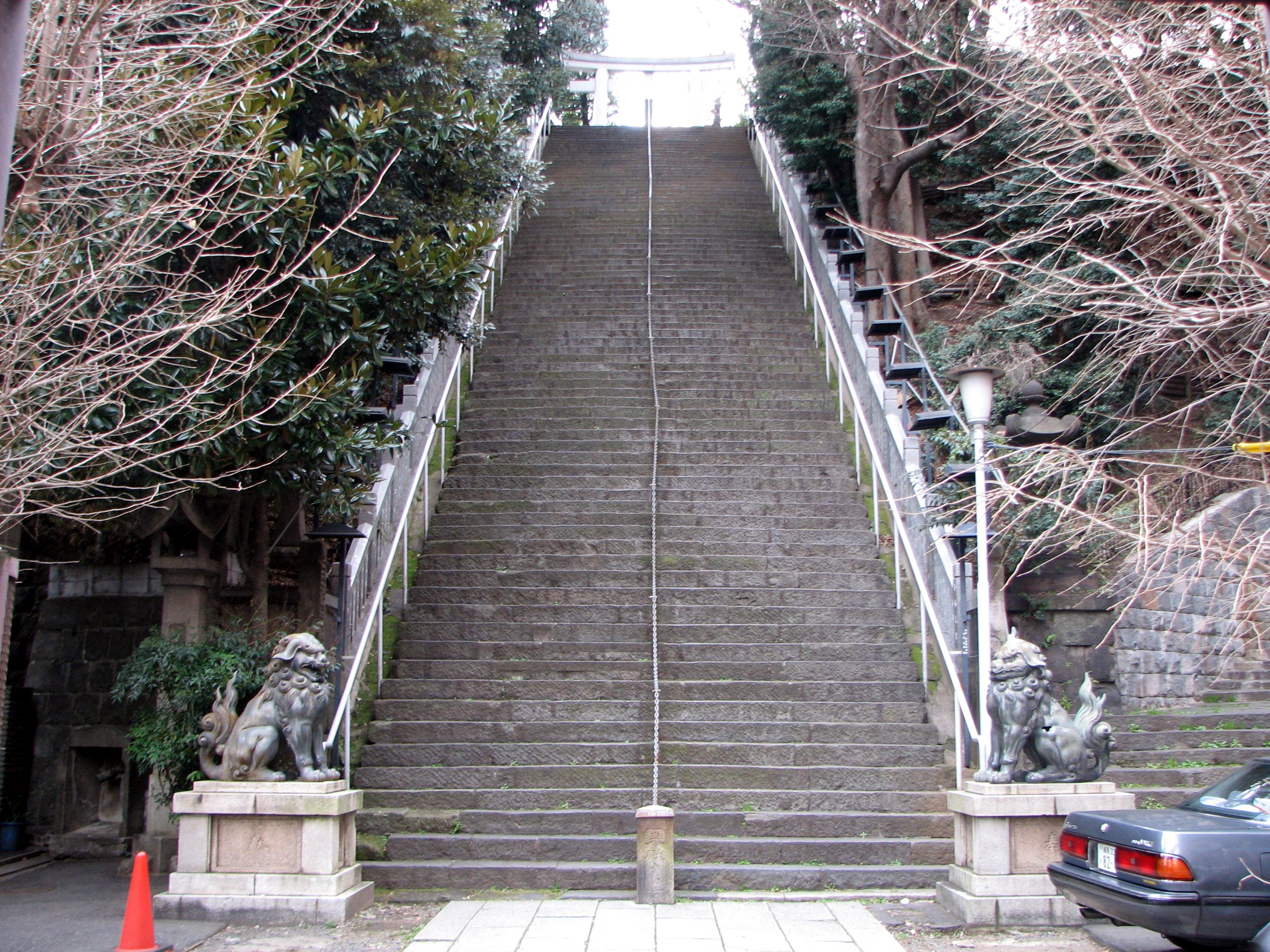
Schody vedoucí ke svatyni Atago

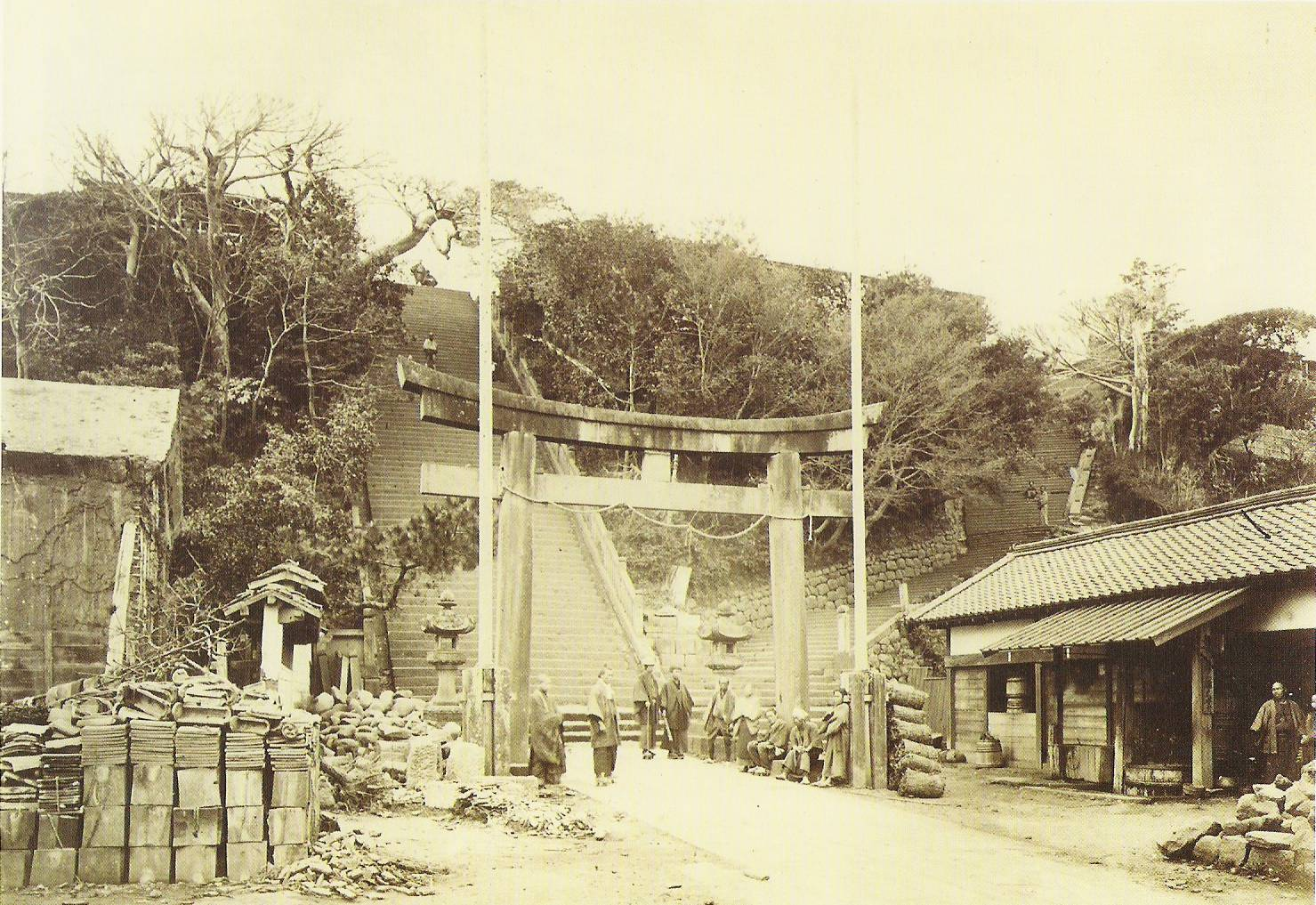
Raimund von Stillfried: Pohled na stejné schody v roce 1872. Vpravo je vidět druhé, mírnější schodiště.

Svatyně Atago (japonsky: 愛宕神社, Atago-džindža) je šintoistická svatyně v tokijské čtvrti Minato v Japonsku. Byla postavena v roce 1603 (osmý rok éry Keičó) na příkaz šóguna Iejasua Tokugawy. Současná podoba svatyně je výsledkem přestavby z roku 1958.

## Popis
Svatyně se nachází na kopci Atago, který se tyčí do výše 26 metrů nad hladinu moře. Kdysi skvělý výhled na Tokio je dnes zakryt vysokými budovami v okolí. Velmi známé je strmé schodiště vedoucí ke svatyni, které má zpodobňovat úspěch v životě. Příkré schodiště se nazývá Otokozaka (mužský svah) a má 86 schodů; vedle se nachází mírnější schodiště nazývané Onnazaka (ženský svah) se 109 schody.
Podle legendy se mladý samuraj odvážil vyjet po schodech na svém koni, aby doručil šógunovi švestkové květy. Koni trvala cesta nahoru pouhou minutu, ale cesta dolů plných 45 minut a kůň byl poté zcela vyčerpán.
Svatyně byla postavena, aby chránila obyvatele před ohněm, protože díky svému výhledu mohla rychle vyhlásit poplach. Proto bylo hlavním božstvem zde uctívaným božstvo ohně Homusubi no Mikoto. Mezi další uctívaná božstva patří Mizuhanome no Mikoto (božstvo vody), Ójamazumi no Mikoto (božstvo hor) a Jamato Takeru no Mikoto (božstvo vojenství).